# Динамо (Саки)
Футбольний клуб «Динамо» — український футбольний клуб, який представляє місто Саки Автономної Республіки Крим.

## Попередні назви
- до 1993 року — «Фрунзенець» (Фрунзе);
- 1993—1994 роки — «Фрунзенець» (Саки);
- від 1994 року — «Динамо» (Саки).

## Усі сезони в незалежній Україні
| Сезон   | Чемпіонат     | Чемпіонат | Чемпіонат | Чемпіонат | Чемпіонат | Чемпіонат | Чемпіонат | Чемпіонат | Кубок       | Кубок | Кубок | Кубок | Кубок | Кубок | Кубок | Примітка              |
| Сезон   | Ліга          | Місце     | І         | В         | Н         | П         | М         | О         | Етап        | І     | В     | Н     | П     | М     | О     | Примітка              |
| ------- | ------------- | --------- | --------- | --------- | --------- | --------- | --------- | --------- | ----------- | ----- | ----- | ----- | ----- | ----- | ----- | --------------------- |
| 1992/93 | Перехідна     | 7 з 18    | 34        | 13        | 11        | 10        | 48−29     | 37        | -           | -     | -     | -     | -     | -     | -     | «Фрунзенець» (Фрунзе) |
| 1993/94 | Перехідна     | 2 з 18    | 34        | 21        | 6         | 7         | 51−28     | 48        | 1/32 фіналу | 2     | 0     | 1     | 1     | 1−2   | 1     | «Фрунзенець» (Саки)   |
| 1994/95 | Друга         | 4 з 22    | 42        | 25        | 5         | 12        | 62−33     | 80        | 1/32 фіналу | 3     | 2     | 1     | 0     | 5−2   | 5     | «Динамо» (Саки)       |
| 1995/96 | Друга Група Б | 10 з 21   | 38        | 17        | 8         | 13        | 42-36     | 59        | 1/32 фіналу | 1     | 0     | 0     | 1     | 0−2   | 0     | «Динамо» (Саки)       |
| 1996/97 | Друга Група Б | 16 з 17   | 32        | 8         | 8         | 16        | 23−43     | 32        | 1/16 фіналу | 4     | 3     | 0     | 1     | 4−3   | 6     | «Динамо» (Саки)       |
| Всього  | Перехідна     | 2 сезони  | 64        | 34        | 17        | 17        | 99—57     | 85        | >4 сезони   | 10    | 5     | 2     | 3     | 10—9  | 12    |                       |
| Всього  | Друга         | 3 сезони  | 112       | 50        | 21        | 41        | 127—112   | 121       |             |       |       |       |       |       |       |                       |